# Boskó Lajos
Boskó Lajos (Boskovits Lajos) (Topolya, 1833. március 10. – Budapest, 1884. június 2.) gimnáziumi tanár.

## Élete
1857-ig magántanító volt; 1857–1859-ig tanárjelölt a budapesti főreáliskolánál; 1859–1861-ben a pesti egyetemen a történelmet, jogot és a felsőmennyiségtant hallgatta; 1861. október 18.-án a pesti ötödik kerületi katolikus gimnázium helyettes tanárának nevezték ki; 1865. július 4.-én tanári vizsgát tett a történelemből és földrajzból és szeptember 30.-án kinevezték rendes tanárnak.

## Munkái
- Magyarország alkotmánya és az egyenjogúság. Pest, 1860.
- Magyarország az országgyűlés előestéjén. Uo. 1860.
- Magyarország oknyomozott története. Uo. 1863–65. (csak két füzete jelent meg.)
- Constitutionalismus und Gleichberechtigung…

Földirati, történeti s politikai czikkeket irt a Kritikai Lapokba, Haladásba s Független Lapokba.